# 唐時英
唐時英（1499年—1576年），字子才，號濟軒，里居時號'一相居士，雲南平夷衛軍籍，湖廣盧溪縣人，明朝政治人物。

## 生平
己卯（1519年）雲貴鄉試第八名舉人，嘉靖八年（1529年）己丑科會試第四十九名，三甲一百九十三名進士。授平阳县知县，十四年擢升户部主事，管理通州倉，再委任江西九江榷税，十八年晋员外郎，督理银库，十九年升郎中，二十年出官直隸真定府知府。嘉靖二十三年（1544年）正月陞贵州副使。二十五年丁母忧，時已遷贵州参政，二十六年再丁父忧，服除，起補河南。三十年升浙江按察使，三十一年升山东右布政使，三十二年升陕西左布政使，三十三年三月升都察院右副都御史、巡抚陕西，同年秋赴任，三十六年二月考察调京用。三十七年夏歸家，年七十八卒。

## 家族
曾祖唐義，祖唐洪，父唐經，母伍氏。具庆下。兄時賢。